# Université de technologie de Muroran
L'université de technologie de Muroran (室蘭工業大学, Muroran kōgyō daigaku), couramment abrégée en Murokōdai 室工大, est une université nationale japonaise, située à Muroran, sur l'ile d'Hokkaidō.

## Composantes
L'université de technologie de Muroran est structurée en plusieurs facultés, constituant un institut de technologie.

### Facultés de1ercycle
L'université de technologie de Muroran compte une faculté de 1er cycle, spécialisée en ingénierie.

### Facultés de cycles supérieur
L'université compte une faculté de cycles supérieurs : la faculté d'ingénierie.